# Orthagoras
Orthagoras fut à partir de 676 av J.-C. un des tyrans de Sicyone, une ville voisine de Corinthe.
Il est le fondateur et l'éponyme de la dynastie séculaire des Orthagorides.
Selon Aristote, il aurait pris le pouvoir en multipliant les mesures démagogiques et en acquérant le soutien de la partie la plus pauvre de la population. Cependant, Helmut Berve estime que la vision d'Aristote est plus représentative de la tyrannie au IVe siècle, pendant lequel vivait Aristote qu'au VIIe siècle.
En réalité, il semblerait qu'Orthagoras, issu d'une famille aristocratique, ait acquis le respect de ses pairs en combattant la cité de Pellène ce qui lui a permis d'établir son règne.